# Phaedyma ophianella
Phaedyma ophianella är en fjärilsart som beskrevs av Otto Staudinger 1889. Phaedyma ophianella ingår i släktet Phaedyma och familjen praktfjärilar. Inga underarter finns listade i Catalogue of Life.